# Station Elst
Station Elst is een spoorwegstation in Elst aan de spoorlijn Arnhem - Nijmegen (geopend 15 juni 1879).
Het station is het beginpunt van de Oostelijke Betuwelijn (Elst – Tiel – Geldermalsen, geopend op 1 november 1882), hoewel de treindienst op die lijn begint in Arnhem.
Station Elst heeft drie sporen, een wachtruimte en losse abri's. Aan het station ligt een bushalte. Aan de oostzijde zijn een fietsenstalling en een parkeergarage gebouwd.
In de tijd dat de Betuwelijn een belangrijke betekenis voor het goederenvervoer had, bezat station Elst een rangeerterrein (zonder rangeerheuvel). De sporen zijn in de jaren 1980 opgebroken en sinds de aanleg van de tunnels is de locatie niet meer zichtbaar. Op de plaats van de voormalige rangeersporen is nu ziekenhuis Rijnstate gebouwd. 
De treinen vanaf de Betuwelijn moeten voor binnenkomst in Elst het spoor richting Nijmegen kruisen. Omdat het traject Arnhem Centraal – Nijmegen vrij druk is, werd besloten dat de treinen vanaf de Betuwelijn een eigen vertrekspoor met perron in Elst kunnen krijgen. Dit is een kopspoor, waardoor de treinen naar de Betuwe niet meer vanuit Arnhem vertrekken, maar vanuit Elst. In het begin van 2014 werd begonnen met de bouw van het derde spoor. Sinds eind 2014 kan het derde spoor gebruikt worden. Vanaf dienstregeling 2017 is het kopspoor in gebruik genomen, waarbij in de daluren Elst eenmaal per uur het eindpunt van de treindienst Arnhem Centraal - Tiel is.

## Treinen
In dienstregeling 2025 stoppen de volgende treinseries te Elst:
| Serie       | Treinsoort         | Route | Bijzonderheden |
| ----------- | ------------------ | --- | --- |
| 6600        | Sprinter (NS)      | Dordrecht – Breda – Tilburg – 's-Hertogenbosch – Nijmegen – Elst – Arnhem Centraal                             | Rijdt alleen doordeweeks tot 19:00 uur tussen Nijmegen en Arnhem Centraal v.v.                                                                                       |
| 7600        | Sprinter (NS)      | Wijchen – Nijmegen – Elst – Arnhem Centraal – Dieren – Zutphen                                                 | 's Avonds na 20:00 uur en op zondag wordt er niet tussen Nijmegen en Wijchen v.v. gereden en wordt 1x per uur gereden tussen Arnhem Centraal en Zutphen v.v.         |
| 21430       | Intercity (NS)     | Utrecht Centraal – Driebergen-Zeist – Veenendaal-De Klomp – Ede-Wageningen – Arnhem Centraal – Elst – Nijmegen | Nachtnet. Rijdt alleen in de nachten van vrijdag op zaterdag en zaterdag op zondag. Stopt richting Utrecht Centraal niet in Veenendaal-De Klomp en Driebergen-Zeist. |
| 31100 RS 33 | Stoptrein (Arriva) | Arnhem Centraal – Elst – Tiel                                                                                  | Stopt niet te Arnhem Zuid. |

## Tunnel
De spoorverbinding tussen Arnhem en Nijmegen is een drukke verbinding. Om het reguliere verkeer minder te belasten met het treinverkeer, zijn er twee tunnels gebouwd. Een tunnel naast het perron op de plaats van de oude spoorovergang wordt uitsluitend gebruikt door fietsers en voetgangers, en een slingertunnel voor het gemotoriseerde verkeer. Dit is een van de weinige slingertunnels in de wereld die op deze manier is aangelegd.

## Ontwikkeling aantal reizigers
Het aantal door NS vervoerde reizigers (per gemiddelde werkdag) ontwikkelde zich sedert 2019 als volgt:
| Jaar | Aantal reizigers |
| ---- | ---------------- |
| 2019 | 4.508            |
| 2020 | 2.108            |
| 2021 | 2.431            |
| 2022 | 3.435            |
| 2023 | 3.656            |
| 2024 | 3.774            |

## Afbeeldingen

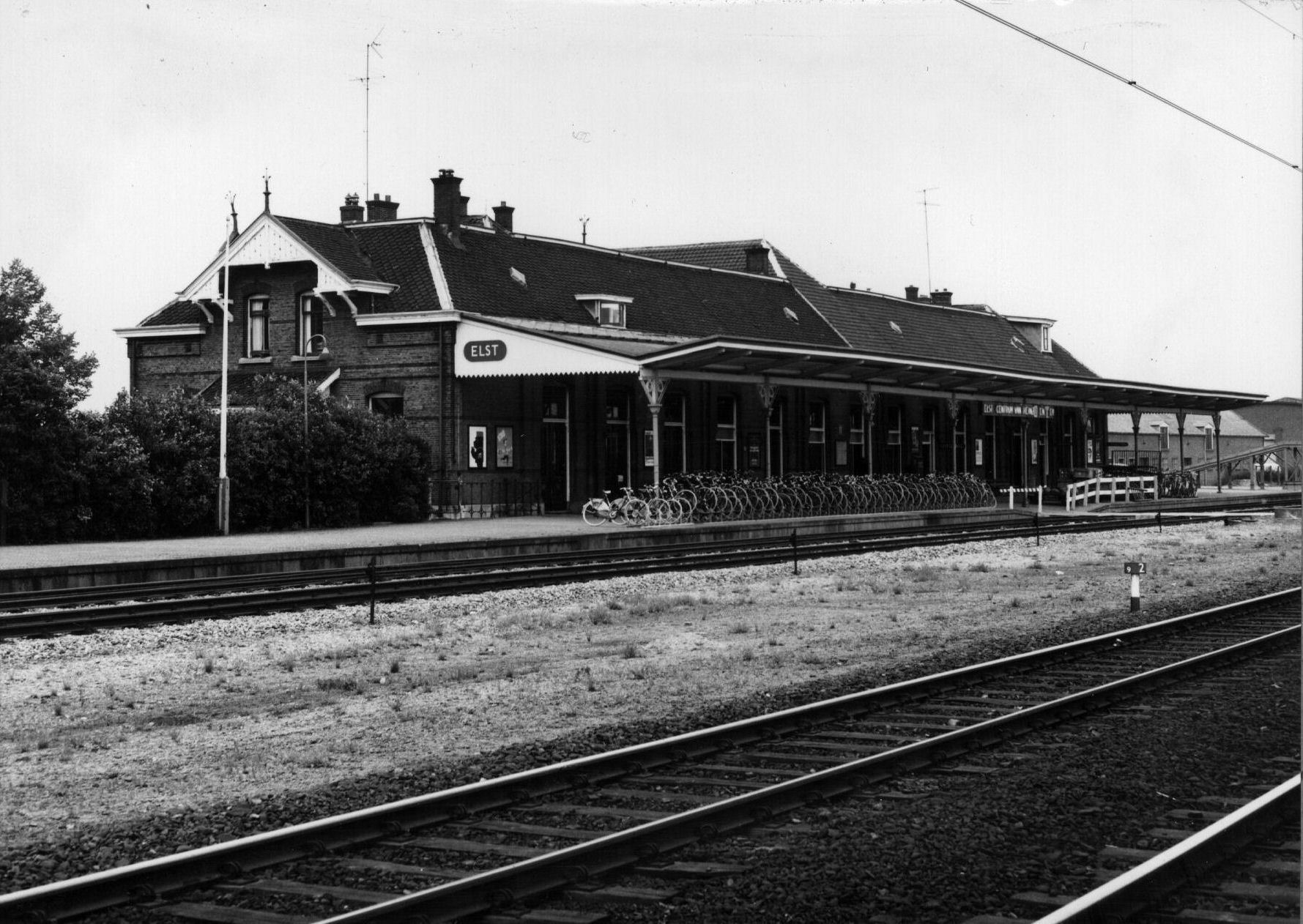
Station in 1966
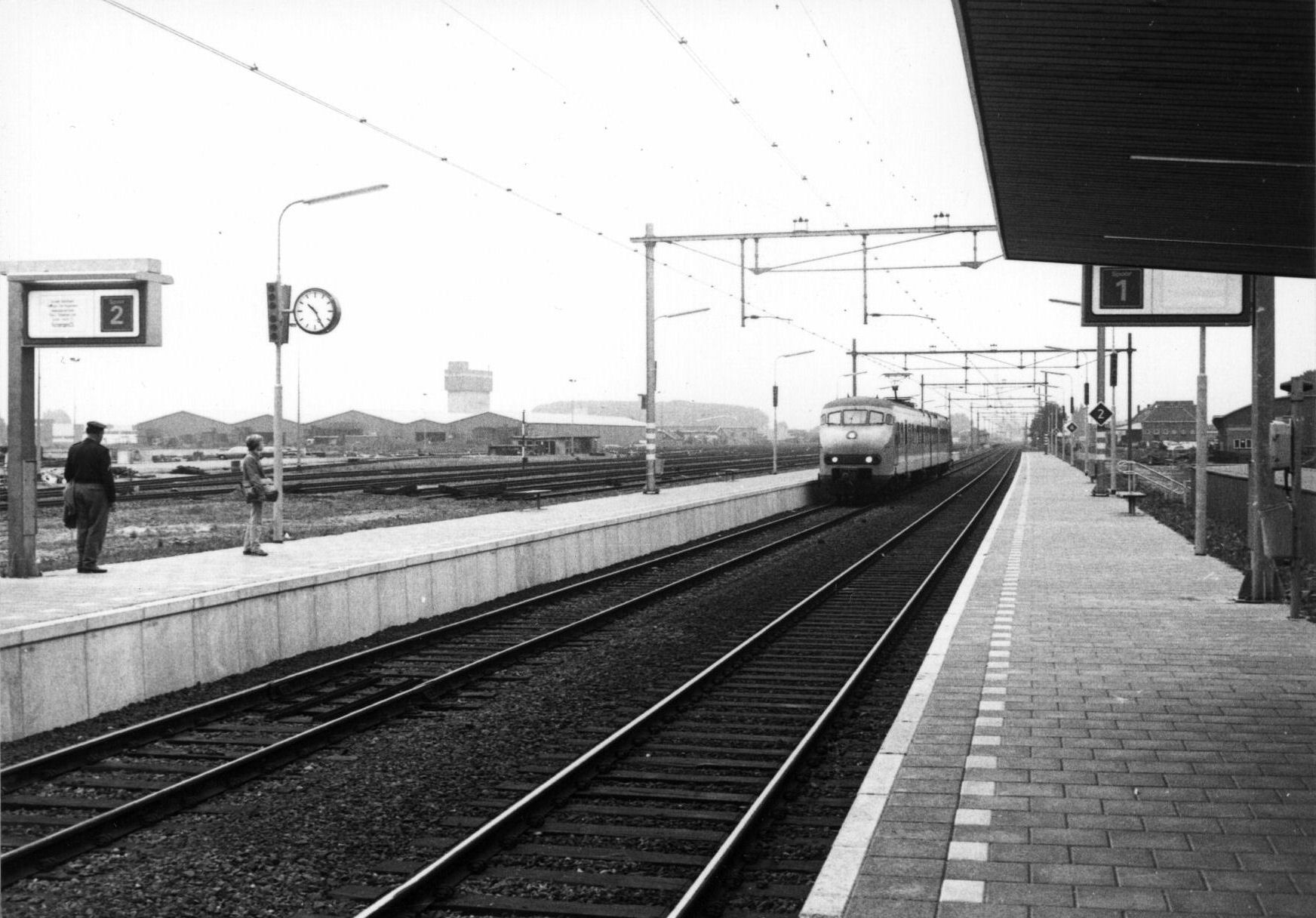
Station in 1981 of 1982
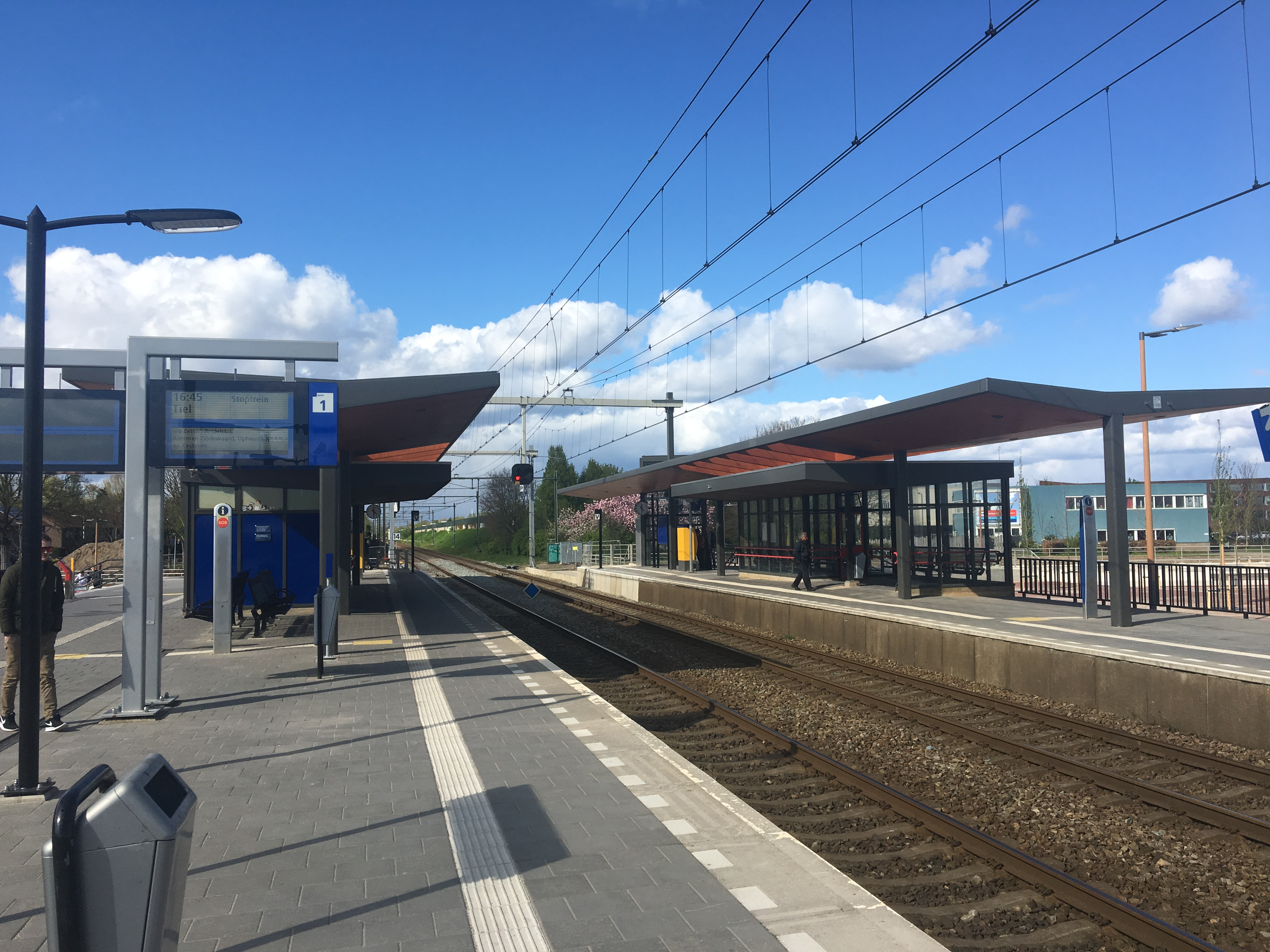
Nieuwe overkapping station Elst; 17 april 2017
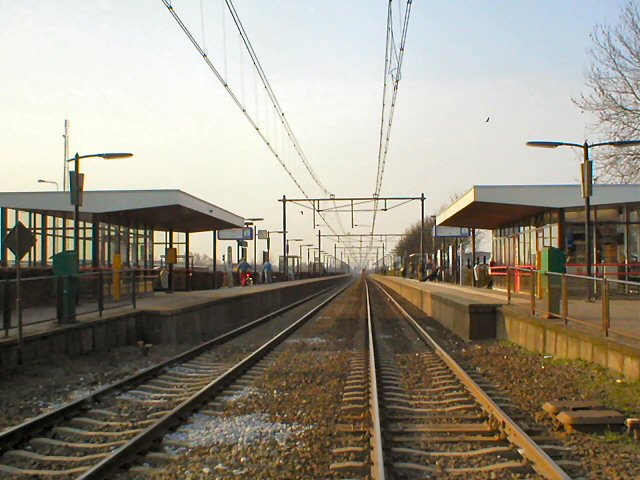
Perrons (2005)
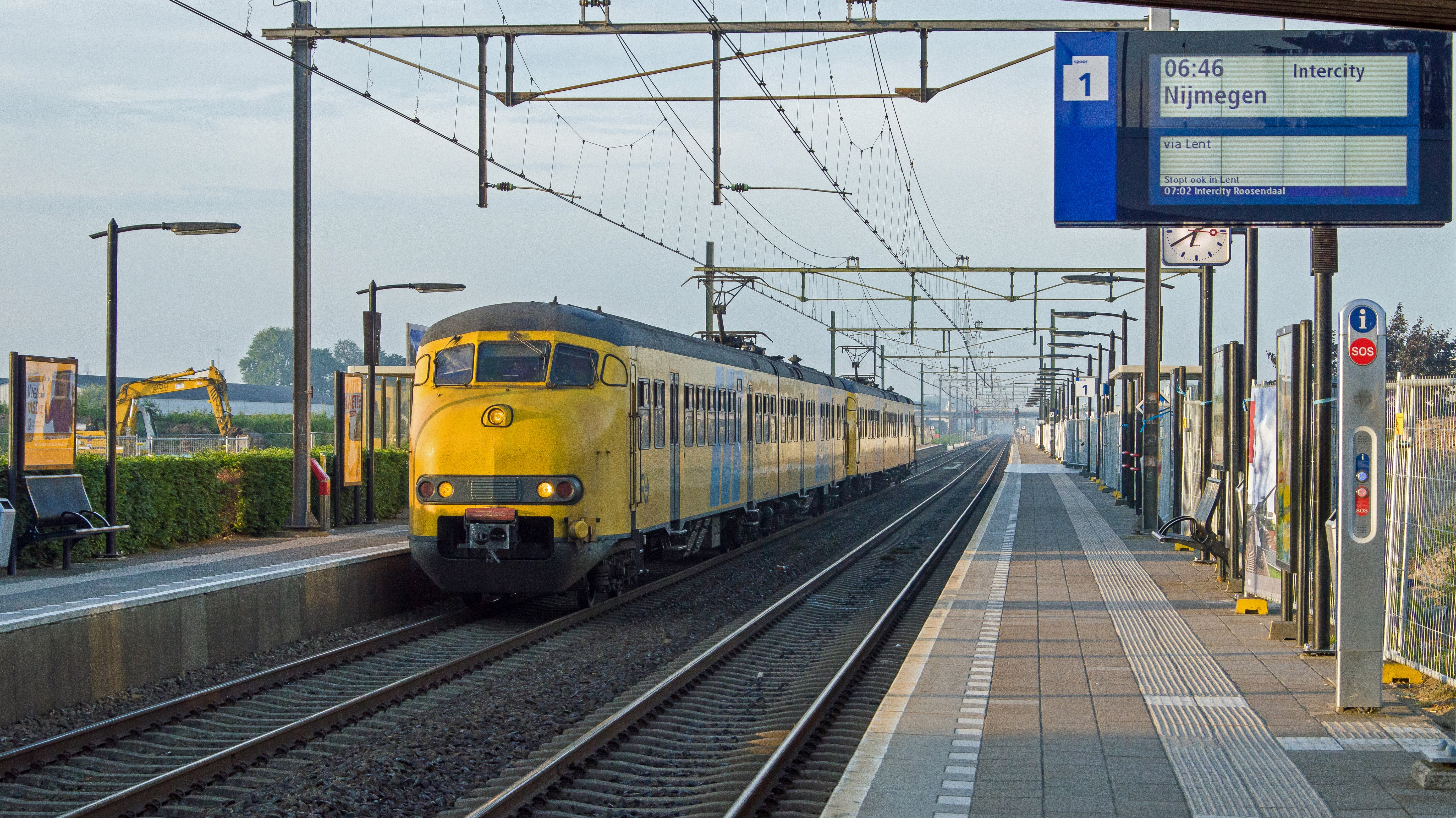
Mat '64 op het station

## Trivia
De zanger en componist Pierre Kartner werd in 1935 geboren in een woning in het originele stationsgebouw van Elst, waar zijn vader werkzaam was als stationschef.
0: Elst ·
1: Vork ·
6: Valburg ·
11: Zetten-Andelst ·
15: Hemmen-Dodewaard ·
17: Opheusden ·
21: Kesteren ·
25: Schaapsteeg ·
27: Echteld ·
33: Tiel ·
35: Tiel Passewaaij ·
37: Wadenoijen ·
41: Utrechtsche Straatweg ·
45: Geldermalsen ·
51: Beesd ·
55: Rhenoy ·
58: Leerdam ·
66: Arkel ·
Gorinchem Noord ·
71: Gorinchem ·
73: Schelluinen ·
75: Giessen-Nieuwkerk ·
77: Boven Hardinxveld ·
78: Hardinxveld-Giessendam (1885) ·
79: Hardinxveld-Giessendam (1957) ·
80: Gasfabriek ·
Hardinxveld Blauwe Zoom ·
84: Sliedrecht ·
86: (Sliedrecht) Baanhoek ·
87: Sliedrecht Baanhoek ·
90: 't Visschertje ·
91: Dordrecht Stadspolders ·
94: Dordrecht
0: Arnhem Centraal · 2: Oosterbeek Laag · 3: Rijnbrug· 4: Arnhem Zuid · 6: Laarstraat · 7: De Wetering · 8: Arnhemschestraat · 9: Elst · 10: Reet · 12: Ressen-Bemmel· 15: Nijmegen Lent · 17: Nijmegen
Huidige stations:
Aalten ·
Apeldoorn · 
-De Maten · 
-Osseveld ·
Arnhem:
-Centraal · 
-Presikhaaf · 
-Velperpoort · 
-Zuid ·
Barneveld:
-Centrum · 
-Noord ·
-Zuid ·
Beesd ·
Brummen ·
Culemborg ·
Didam ·
Dieren ·
Doetinchem · 
-De Huet · 
Duiven ·
Ede:
-Centrum ·
-Wageningen ·
Elst ·
Ermelo ·
Gaanderen · 
Geldermalsen ·
't Harde ·
Harderwijk ·
Hemmen-Dodewaard ·
Kesteren ·
Klarenbeek ·
Lichtenvoorde-Groenlo ·
Lochem ·
Lunteren ·
Nijkerk ·
Nijmegen · 
-Dukenburg · 
-Goffert · 
-Heyendaal · 
-Lent ·
Nunspeet · 
Oosterbeek ·
Opheusden ·
Putten ·
Rheden ·
Ruurlo ·
Terborg ·
Tiel · 
-Passewaaij ·
Twello · 
Varsseveld · 
Veenendaal-De Klomp · 
Velp · 
Voorst-Empe · 
Vorden · 
Wehl ·
Westervoort · 
Wezep · 
Wijchen ·
Winterswijk · 
-West · 
Wolfheze · 
Zaltbommel · 
Zetten-Andelst · 
Zevenaar · 
Zutphen
Voormalige stations: lijst van voormalige spoorwegstations in Gelderland